# Le parole che non ti ho detto
Le parole che non ti ho detto (Message in a Bottle) è un film del 1999, diretto da Luis Mandoki.
Il soggetto del film è tratto dall'omonimo romanzo di Nicholas Sparks.

## Trama
Theresa Osborne, ricercatrice al Chicago Tribune, è stata lasciata dal marito, che le ha preferito un'altra donna, ed ora dedica la sua vita al figlio Jason e al proprio lavoro. Durante una vacanza, mentre sta facendo jogging e il figlio è con il padre, trova su una spiaggia una bottiglia con dentro una lettera toccante indirizzata ad una donna di nome Catherine. La tentazione di risalire all'autore è grande. Il direttore del Chicago Tribune ne fa un articolo e, di conseguenza, molti lettori scrivono al giornale per saperne di più. 
Con tenacia, Theresa arriva ad individuare una località, Outer Banks, nella Carolina del Nord, ed un nome, quello di Garret Blake.
L'autore della missiva è un fabbricante di barche che vive una solitaria esistenza accanto al padre Dodge. Theresa viene a conoscenza che Catherine era la moglie di Garret, deceduta lasciando in lui un senso di colpa senza fine. Garret è anche ossessionato dai parenti della moglie che rivorrebbero i quadri di lei, pittrice dilettante.
Tra Theresa e Garret, ben presto, nasce una reciproca simpatia ma la figura di Catherine pesa come un macigno sul loro rapporto. 
Tempo dopo, Theresa torna a Chicago e invita Garret a raggiungerla nella sua casa. Lui va, ma trova la bottiglia e vede l'articolo pubblicato sul giornale; scopre anche che Theresa ha trovato un altro messaggio, credendolo scritto da lui, mentre in realtà è stato scritto da Catherine. Dopo una discussione con Theresa, Garret lascia la casa e ritorna dal padre.
Theresa lo nota e capisce che Catherine è ancora profondamente nel cuore di Garret; questo sembra non voler perdere Theresa, ma lei lo informa che se lui vorrà veramente raggiungerla forse le cose avranno modo di risistemarsi.
Qualche giorno dopo, Garret decide di partire con la sua barca e raggiungere Theresa, ma si imbatte in una tempesta e, nel tentativo di salvare una famiglia che si trova in una barca che sta affondando, annega.
Theresa viene informata dell'accaduto da Dodge, che le consegna un messaggio dentro una bottiglia, rinvenuto nella barca, scritto la sera prima della morte, in cui Garret chiede scusa a Catherine e le dice di aver trovato in Theresa un vero amore, un amore per cui deve lottare. Quest'ultimo messaggio darà a Theresa la forza per amare di nuovo in futuro.

## Produzione
Il budget è stato di circa 80 milioni di dollari. Le riprese si sono svolte nel Maine, a Wilmington nella Carolina del Nord e a Chicago tra il 13 aprile e il 28 luglio 1998.

## Distribuzione
È uscito negli Stati Uniti d'America il 12 febbraio 1999, in Italia dal 26 marzo. Gli incassi sono stati di circa 120 milioni in totale, di cui 52 milioni nel mercato nordamericano.

## Riconoscimenti
- 1999 - Razzie Awards
  - Nomination Peggior attore protagonista a Kevin Costner
- 2000 - Blockbuster Entertainment Awards
  - Nomination Miglior attore in un film drammatico/romantico a Kevin Costner
  - Nomination Miglior attrice in un film drammatico/romantico a Robin Wright
  - Nomination Miglior attore non protagonista in un film drammatico/romantico a Paul Newman
  - Nomination Miglior attrice non protagonista in un film drammatico/romantico a Illeana Douglas
- 1999 - Stinkers Bad Movie Awards
  - Nomination Peggior attore a Kevin Costner

## Colonna sonora
Tema centrale della colonna sonora è One More Time interpretato da Laura Pausini.